# شبير علي (لاعب كرة قدم مواليد 1956)
شبير علي (بالإنجليزية: Shabbir Ali) هو لاعب كرة قدم ومدرب كرة قدم هندي في مركز الهجوم، ولد في 26 يناير 1956 في حيدر آباد في الهند. شارك مع منتخب الهند لكرة القدم. أما مع النوادي، فقد لعب مع نادي إيست بنغال ونادي محمدان.